# 蓬蒂迪利馬
41°46′N 8°34′W / 41.767°N 8.567°W
蓬蒂迪利馬（葡萄牙語：Ponte de Lima），是葡萄牙的城鎮，位於該國北部，由維亞納堡區負責管轄，始建於1125年3月4日，面積320.25平方公里，2021年人口41,164，人口密度每平方公里135.83人。

## 友好城市

- 法國 旺德夫尔莱南锡
- 法國 卢万河畔沙莱特